# John Katzenbach
John Katzenbach (Princeton, 23 giugno 1950) è uno scrittore e giornalista statunitense.

## Biografia
Figlio di una psicoanalista e di un avvocato, si è laureato al Bard College in Letteratura anglo-americana nel 1972. Il suo primo romanzo venne pubblicato mentre era reporter del Miami Herald, dove si occupava di cronaca nera. Nel 1987 divenne scrittore a tempo pieno con il romanzo che in Italia fu pubblicato con il titolo Facile da uccidere. In Italia i suoi libri sono editi da Mondadori e da Fazi Editore. Dal alcuni suoi libri sono stati tratti film di successo.

## Critica
Nel saggio On Writing: Autobiografia di un mestiere (2000), Stephen King utilizza il romanzo Corte marziale di Katzenbach come esempio di cattivi dialoghi e definisce l'autore «quel tipo di romanziere che fa impazzire gli insegnanti di scrittura creativa, uno splendido narratore la cui arte è guastata dall'autoripetizione (un difetto curabile) e un orecchio per il parlato che è gravemente ostruito (un difetto che probabilmente non ha rimedio)».

## Opere
- 1982, Maledetta estate (In The Heat Of The Summer), stampato nel 1997 nella collana il giallo Mondadori con il numero 2523.[2]
- 1984, First Born, mai tradotto in Italia.
- 1987, Facile da uccidere (The Traveller), stampato nel 1992 nella collana Club Degli Editori.
- 1989, Il giorno del ricatto (Day Of Reckoning), stampato nel 1999 nella collana il giallo Mondadori con il numero 2625.
- 1992, La giusta causa (Just cause), stampato nel 1996 nella collana il giallo Mondadori con il numero 2488 o nella collana Club Degli Editori.
- 1995, Il carnefice (The Shadow Man), stampato nel 1995 nella collana Club Degli Editori.
- 1997, Il cinquantunesimo stato (State Of Mind), stampato nel 1997 nella collana Club Degli Editori.
- 1999, Corte marziale (Hart's War), stampato nel 2000 dalla Mondadori.
- 2002, L'analista (The Analyst), stampato nel 2003 dalla Mondadori.
- 2006, La storia di un pazzo (The madman's tale), stampato nel 2007 dalla Mondadori.
- 2007, L'uomo sbagliato (The wrong man), stampato nel 2012 da Fazi.
- 2010, Il professore (What comes next), stampato nel 2011 da Fazi.
- 2015, Un finale perfetto (Red 1-2-3), stampato nel 2015 da Fazi.

## Filmografia
- 1985, Maledetta estate (The Mean Season), regia di Phillip Borsos, con Richard Bradford, Fred Ornstein, Cynthia Caquelin, Dan Fitzgerald, Lee Sandman, William Smith, Rose Portillo tratto dal romanzo omonimo del 1982.
- 1995, La giusta causa (Just Cause), regia di Arne Glimcher, con Kate Capshaw, Chris Sarandon, Sean Connery, Laurence Fishburne, Daniel J. Travanti, Ed Harris tratto dal romanzo omonimo del 1992.
- 2002, Sotto corte marziale (Hart's War), regia di Gregory Hoblit, con Cole Hauser, Colin Farrell, Bruce Willis, Maury Sterling, Vicellous Reon Shannon, Linus Roache tratto dal romanzo Corte marziale, del 1999.